# 小行星3116
小行星3116（3116 Goodricke）是一颗绕太阳运转的小行星，为主小行星带小行星。该小行星于1983年2月11日发现。
該小行星以荷蘭-英國天文學家約翰·古德利克命名。

## 轨道参数
小行星3116的轨道半长轴为2.2279000 UA，离心率为0.201。